# Хляни
Хляни — село в Україні, в Яворівському районі Львівської області. Населення становить 174 особи. Орган місцевого самоврядування — Яворівська міська рада.

## Назва
За роки радянської влади село в документах називали «Хлани». 1989 р. селу надали сучасну назву.